# Karl von Rokitansky
Báró (németül Freiherr) Karl von Rokitansky (egyes forrásokban Carl) (Königgrätz, (Csehország) 1804. február 19. – Bécs, 1878. június 23.) csehországi származású német kórboncnok, bécsi egyetemi tanár, az ún. második bécsi iskola kiemelkedő tagja.

## Élete
Tanulmányait Prágában és Bécsben végezte. 1828-ban a bécsi anatómiai intézet segédorvosa volt, 1834-ben rendkívüli, 1844-ben rendes tanára a patológiai anatómiának. Handbuch der pathol. Anatomie című művével megalapította az új német diagnosztikát, fiziológiát és patológiát, amelyet barátai és tanítványai (Josef von Škoda, Schuh, Engel, Jaksch, Hebra, Oppolzer, Hamernjk, Dittrich stb.) is továbbfejlesztettek. Tanítványai között volt a magyar Semmelweis Ignác, Arányi Lajos György és Scheuthauer Gusztáv is.
Több kórkép (pl. heveny sárga májsorvadás, egyes fejlődési rendellenességek, endometriózis) első leírója volt. A boncasztalon állapította meg a klinikailag észlelt tünetek anatómiai okait; nagyban hozzájárult a kopogtatás és a hallgatódzás klinikai alkalmazásának elterjesztéséhez.

## Elismerése
Munkásságáért Ferenc József császártól bárói címet (Freiherr) kapott.

## Művei
- Handbuch der pathol. Anatomie (3 köt., Bécs 1842-46, 3. kiad. 1855–1861)
- Die Defekte der Schniedewände des Herzens (Bécs, 1875)